# 안동용상초등학교
안동용상초등학교는 대한민국 경상북도 안동시 용상동에 있는 초등학교이다.

## 학교 연혁
- 1962년 12월 10일 안동용상국민학교 개교(동부국민학교에서 10학급 편성)
- 1995년 3월 1일 길주국민학교(18학급) 분리 이관
- 1996년 3월 1일 안동용상초등학교로 교명 변경
- 2019년 9월 1일 제24대 박이호 교장 부임
- 2020년 2월 6일 제57회 졸업식(72명, 총 13519명)
- 2020년 3월 1일 19학급 편성(특수1학급 포함), 병설유치원 2학급 편성

## 참고 자료
- 안동용상초등학교 - 한국교육학술정보원 학교알리미